# X6suke
x6suke（ぺけろくすけ、1978年 - 、福井県出身
、男性）は日本のイラストレーターである。

## 主な作品

### 小説の表紙・挿絵
- 狂乱家族日記[3]（日日日/著 ファミ通文庫）
- くるくるリアル（羽田奈緒子/著 MF文庫J）
- 魔界ヨメ!（阿智太郎/著 MF文庫J）
- 今日もオカリナを吹く予定はない（原田源五郎/著 ガガガ文庫）
- 韻が織り成す召喚魔法（真代屋秀晃/著 電撃文庫）

### コラム口絵
- もの思う葦（枕木憂士/著 ファウスト及びコミックファウストにて連載）

### 漫画
- ネクロとフィリア（『季刊GELATIN』2010あき）
- 棺屋（『ネメシス』No.1 - 6〈2010年 - 2011年〉）

### 書籍
- 棺屋（講談社シリウスKC、2012年1月6日）